# Juan Pérez Calvo

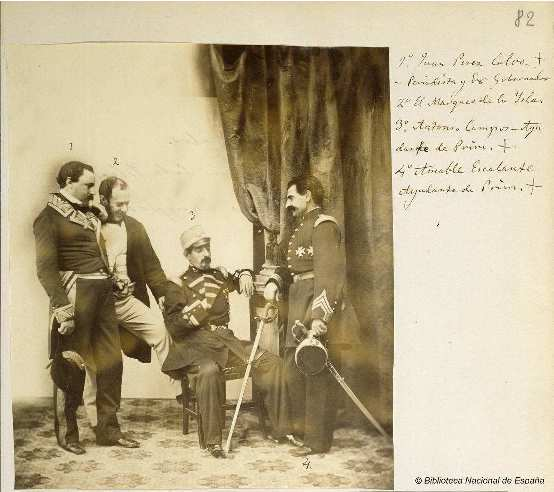
Juan Pérez Calvo, primero por la izquierda, con el marqués de la Isla y Antonio Campos y Amable Escalante, ayudantes de Juan Prim. 1860. Fotografía en papel albúmina. Biblioteca Nacional de España

Juan Pérez Calvo (Madrid, ?-Madrid, 30 de diciembre de 1870) fue un periodista y escritor español, hermano del también periodista y jurista Quintín Pérez Calvo.

## Biografía
Estudió administración en Madrid junto a Francisco de Paula Madrazo, teniendo por profesor a José de Posada. Comenzó su carrera como taquígrafo y jefe de redacción de La Gaceta de Madrid, donde firmó numerosos artículos de crítica literaria. El 25 de mayo de 1845, apenas aprobada la Constitución, fue arrestado junto con Fernando Corradi y conducido al presidio del castillo de Santa Catalina en Cádiz a causa de un artículo publicado en El Clamor Público que no gustó al Gobierno y estuvo a pique se der deportado a Filipinas. Fue redactor con Antonio Ferrer del Río y Antonio Flores de El Nuevo Avisador (1841), de Revista de Teatros (1844), El Nuevo Avisador (1845), El Clamor Público (1845) y, junto a Francisco Javier de Moya, La Libertad (1846), de tono democrático. Fue redactor-jefe de El Eco de Europa y estuvo en Cuba y Estados Unidos. Fue alcalde corregidor de Barcelona en 1849. Dirigió el Boletín Oficial del Ministerio de Comercio, Instrucción y Otras Públicas. Y colaboró en El Laberinto (1844). Según Cristino Martos en La revolución de Julio en 1854, el periódico satírico clandestino El Murciélago publicó un anuncio en que se decía lo siguiente:

«El que desee conseguir un destino, acuda al ministerio de Fomento y en el despacho de D. Juan Perez Calvo darán razon. Se advierte que la cantidad que por él se estipule se dará anticipadamente»

Juan Pérez Calvo es autor de una importante Galería de la prensa o colección de retratos políticos de los periodistas de España (1846), con noticias curiosas para la historia del periodismo. Figura en Los españoles pintados por sí mismos con tres artículos, de los que el más interesante es "El cómico". Se refiere al desprecio que se tiene al tipo, sus dificultades para hacer carrera y a diversas costumbres teatrales. Pérez Calvo se admira de que haya actores en España.

## Obra
- Galería de la prensa ó Colección de retratos políticos de los periodistas de España, hechos al daguerrotipo, Madrid: Julián Saavedra, 1846.
- Siete días en el campamento de África al lado del general Prim: comprende desde el día 2 al 8 de febrero inclusive en que han tenido lugar los principales acontecimientos, Madrid, [s.n.], 1860.
- Causas formadas á consecuencia de la sedición militar que tuvo lugar en esta córte en la noche del 7 de octubre de 1841, publicadas por D. Nemesio Fernández Cuesta, Don Francisco de Paula Madrazo y D. Juan Perez Calvo, taquigrafos del diario de las sesiones del Senado. Francisco de, Madrid: impr. de D. S. Albert, 1841, nueve entregas correlativas con las causas vistas y falladas por el Consejo de Guerra Permanente de los generales Diego de León, Manuel Gutiérrez de la Concha, de los brigadieres de infantería Fernando Norzagaray y Gregorio Quiroga y Frías, del Conde de Requena, del teniente coronel Dámaso Fulgosio, de Manuel Montes de Oca y otros jefes y oficiales.
- Con José de Posada de Herrera; Juan Antonio de Bascón; Francisco de Paula Madrazo, Lecciones de administración, Madrid: Establecimiento Tipógrafico, calle del Sordo, 1843-1845.